# Shankill (ort i Irland)
Shankill är en ort i republiken Irland.   Den ligger i provinsen Leinster, i den östra delen av landet, 14 km sydost om huvudstaden Dublin. Shankill ligger 33 meter över havet och antalet invånare är 10 102.
Terrängen runt Shankill är platt norrut, men åt sydväst är den kuperad. Havet är nära Shankill österut.  Närmaste större samhälle är Dublin, 14,5 km nordväst om Shankill. 